# Спортивная гимнастика на летней Универсиаде 2017
Соревнования по спортивной гимнастике прошли на Летней Универсиаде 2017 с 19 по 23 августа в Тайбэй Сити (Китайская Республика). Всего было разыграно 14 комплектов наград.

## Мужчины
| Дисциплина                | Золото                                                                      | Серебро                                                                          | Бронза                                                                                 |
| ------------------------- | --------------------------------------------------------------------------- | -------------------------------------------------------------------------------- | -------------------------------------------------------------------------------------- |
| Командное многоборье      | Япония Кента Тиба Томомаса Хасэгава Юя Камото Сёго Нономура Ватару Танигава | Украина Олег Верняев Пётр Пахнюк Игорь Радивилов Владислав Грико Евгений Юденков | Россия Даниил Казачков Илья Кибартас Владислав Поляшов Кирилл Прокопьев Алексей Ростов |
| Индивидуальное многоборье | Олег Верняев Украина                                                        | Сёго Нономура Япония                                                             | Ватару Танигава Япония                                                                 |
|                           |                                                                             |                                                                                  |                                                                                        |
| Вольные упражнения        | Кирилл Прокопьев Россия                                                     | Ким Хан Сол Республика Корея                                                     | Ватару Танигава Япония                                                                 |
| Конь                      | Ли Чжигай Китайский Тайбэй                                                  | Олег Верняев Украина                                                             | Томомаса Хасегава Япония                                                               |
| Кольца                    | Артур Товмасян Армения                                                      | Ибрагим Чолак Турция                                                             | Олег Верняев Украина                                                                   |
| Опорный прыжок            | Одрис Нин Рейес Доминиканская Республика                                    | Олег Верняев Украина                                                             | Андрей-Василь Мунтян Румыния                                                           |
| Параллельные брусья       | Сёго Нономура Япония                                                        | Пётр Пахнюк Украина                                                              | Ватару Танигава Япония                                                                 |
| Перекладина               | Аксель Луи Оги Франция                                                      | Владислав Поляшов Россия                                                         | Ватару Танигава Япония                                                                 |

## Женщины
| Командное многоборье      | Россия Лилия Ахаимова Дарья Елизарова Мария Пасека Дарья Спиридонова Евгения Шелгунова | Канада Элизабет Блэк Джессика Даулинг Денелль Редрик Бриттани Роджерс Брианна Тсанг | Япония Юмика Накамура Нацуми Сасада Асука Терамото Аяна Тонэ Юки Утияма |  |  |  |
| Индивидуальное многоборье | Лариса Йордаке Румыния                                                                 | Асука Терамото Япония                                                               | Элизабет Блэк Канада                                                    |  |  |  |
|                           |                                                                                        |                                                                                     |                                                                         |  |  |  |
| Опорный прыжок            | Бриттани Роджерс Канада                                                                | Лилия Ахаимова Россия                                                               | Мария Пасека Россия                                                     |  |  |  |
| Разновысокие брусья       | Дарья Спиридонова Россия                                                               | Ким Буи Германия                                                                    | Элизабет Блэк Канада                                                    |  |  |  |
| Бревно                    | Элизабет Блэк Канада                                                                   | Нацуми Сасада Япония                                                                | Лариса Йордаке Румыния                                                  |  |  |  |
| Вольные упражнения        | Лариса Йордаке Румыния                                                                 | Асука Терамото Япония                                                               | Лилия Ахаимова Россия                                                   |  |  |  |

## Медальный зачёт
| Место | Страна                   | Золото | Серебро | Бронза | Всего |
| ----- | ------------------------ | ------ | ------- | ------ | ----- |
| 1     | Япония                   | 2      | 4       | 6      | 12    |
| 2     | Россия                   | 3      | 2       | 3      | 8     |
| 3     | Украина                  | 1      | 4       | 1      | 6     |
| 4     | Канада                   | 2      | 1       | 2      | 5     |
| 5     | Румыния                  | 2      | 0       | 2      | 4     |
| 6     | Китайский Тайбэй         | 1      | 0       | 0      | 1     |
| 7     | Армения                  | 1      | 0       | 0      | 1     |
| 8     | Доминиканская республика | 1      | 0       | 0      | 1     |
| 9     | Франция                  | 1      | 0       | 0      | 1     |
| 10    | Республика Корея         | 0      | 1       | 0      | 1     |
| 11    | Турция                   | 0      | 1       | 0      | 1     |
| 12    | Германия                 | 0      | 1       | 0      | 1     |
| Всего | Всего                    | 14     | 14      | 14     | 42    |